# Sebastián Rodríguez de Villaviciosa
Sebastián Rodríguez de Villaviciosa, född omkring 1618 i Tordesillas, död 1663, var en spansk komediförfattare.
Villaviciosa var en av de mest uppfinningsrika och produktiva entremesistas på sin tid. Antalet av hans komedier är stort; en del skrevs i samarbete med Moreto, Diamante, Avellaneda och Zabaleta med flera, men större delen författade han ensam. Som de främsta räknas La corte en el valle, Cuantas veo tantas quiero, Amor hace hablar á los mudos, El sí y la almoneda, La tía y la sobrina, La sortija de Florencia, El amor puesto en razón, Honrado, noble y valiente, La chillona, El hambriento, Las visitas, El sacristán Chinela, Los poetas locos, El santísimo sacramento (loa) och La casa de vecindad. Villaviciosas namn är upptaget i Spanska akademiens Catálogo de autoridades de la lengua.